# Svjetski dan cirkusa
Svjetski dan cirkusa slavi se svake godine 17. travnja ili treće subote u travnju.
To je dan kada se slavi umjetnost i vještine cirkusa širom svijeta. Na taj dan, cirkusanti, klaunovi, akrobati i mnogi drugi izvođači priređuju predstave pod šatorima, oduševljavajući publiku svojim vještinama i smijehom. Ovaj dan posvećen je isticanju zanata, talenata i vještina zaposlenih u cirkusu. Također im pomaže prikupiti sredstva, privući publiku i ući u središte pažnje zabavne scene. Od izvođača veterana do umjetnika u usponu, ovaj je dan posvećen njihovom marljivom radu i predanosti. Cirkuska umjetnost nije laka - potrebne su godine treninga i upornosti da se postigne majstorstvo. Na Svjetski dan cirkusa slavi se njihov doprinos umjetnosti. Moderni cirkus vuče svoje korijene iz 1768. Godine 2018. proslavila se 250. obljetnica ovog oblika umjetnosti i zabave.